# السلطة الخامسة (فلم)
السلطة الخامسة (بالإنجليزية: The Fifth Estate) هو فيلم إثارة أمريكي-بريطاني 2013 عن موقع تسريب الأخبار ويكيليكس من بطولة بنديكت كومبرباتش بدور رئيس تحرير الموقع جوليان أسانج، ودانيال برول بدور المتحدث السابق للموقع دانيال دامشايت بيرغ. الفيلم من إخراج بيل كوندون وسيناريو جوش سنجر، مقتبس جزئياً عن كتاب دانيال دامشايت داخل ويكيليكس: وقتي مع جوليان أسانج وأخطر موقع في العالم، إضافة إلى كتاب ويكيليكس: داخل حرب جوليان أسانج على السرية، من تأليف صحفيان بريطانيان وديفيد لي ولوك هاردينغ. افتتح الفيلم في مهرجان تورونتو السينمائي الدولي 2013، وسيصدر في الولايات المتحدة في 18 سبتمبر، 2013.
تلقى الفيلم مراجعات متبانية، حيث تم انتقد السيناريو والإخراج، بينما مدح أداء الممثلين، خصوصاً أداء بنديكت. على الصعيد التجاري فشل الفيلم بشكل كبير ولم تتعدى أرباحه 9 ملايين دولار، مقابل ميزانية قدرت ب28 مليون دولار.

## روابط خارجية
- الموقع الرسمي
- مقالات تستعمل روابط فنية بلا صلة مع ويكي بيانات
- العَقَار الخامس في قاعدة بيانات الأفلام العربية

لا توجد روابط لمواقع التواصل الاجتماعي.